# Morgan Quitno
Morgan Quitno Press è una società editoriale statunitense che pubblica l'omonimo giornale indipendente con sede a Lawrence, nel Kansas (USA). Venne fondato nel 1989.
Ogni anno compila delle statistiche sui crimini, la sanità, l'istruzione e altre categorie al fine di stilare una classifica delle città e degli Stati USA nei quali si vive meglio o peggio. Alcune di queste classifiche sono "la città più pericolosa", "lo Stato più vivibile", "lo Stato più in salute".
Nel luglio 2007 Morgan Quitno è stata acquisita da CQ Press, una divisione di Congressional Quarterly Inc.. La loro classificazione delle giurisdizioni in termini di "sicurezza" è stata criticata per la metodologia e l'uso inappropriato dei dati dal Federal Bureau of Investigation, l'American Society di criminologia e la Conferenza dei sindaci degli Stati Uniti.